# Wsewolod Iwanowitsch Roborowski

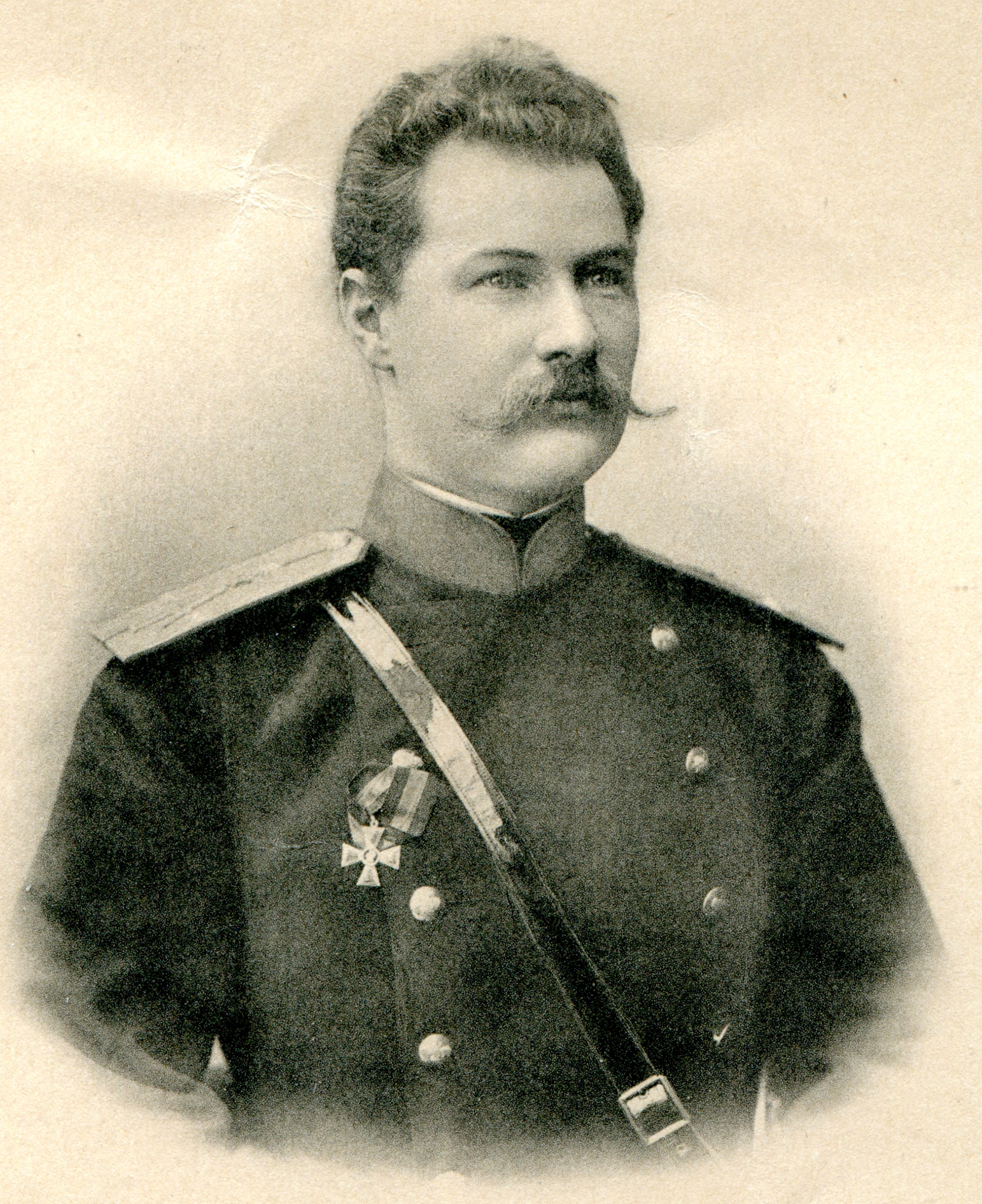
Wsewolod Iwanowitsch Roborowski (vor 1888)

Wsewolod Iwanowitsch Roborowski (russisch Всеволод Иванович Роборовский; * 27. Apriljul. / 9. Mai 1856greg. in St. Petersburg; † 23. Julijul. / 5. August 1910greg. im Dorf Taraki, Okrug Wyschni Wolotschok) war ein russischer Forschungsreisender.

## Leben
Roborowski stammte aus einer adligen Familie. Ab 1876 diente er in der Kaiserlich Russischen Armee. Er absolvierte die Infanterie-Junkerschule Helsingfors (Abschluss 1878).
Roborowski traf seinen Gymnasiumsmitschüler Fjodor Leontjewitsch Eklon, der Nikolai Michailowitsch Prschewalski auf der Lop-Nor-Expedition begleitet hatte. 1878 wurde Roborowski von Ekon Prschewalski vorgestellt, der seine erste Tibet-Expedition vorbereitete. 1879 brach Roborowski mit Prschewalski nach Tibet auf und half ihm dann bei der Bearbeitung der gewonnenen Materialien. Im August 1883 brach Roborowski mit Prschewalski zu einer neuen Reise nach Zentralasien auf, die dann zwei Jahre dauerte. Roborowski sammelte Pflanzen und erstellte ein einzigartiges Zentralasien-Herbarium, das sich im Botanischen Garten St. Petersburg befindet.
1888 brach Roborowski mit Prschewalski zu seiner dritten Reise auf, die nach dem Tode Prschewalskis im Oktober 1888 in Karakol von Michail Wassiljewitsch Pewzow weitergeführt wurde. Im Auftrag Pewzows unternahm Roborowski selbständig fünf Reisen in das Hochland Tibets.
1893 führte Roborowski eine Expedition in den östlichen Tian Shan, den Nan Shan und die Provinz Sichuan. Er legte zoologische und botanische Sammlungen an und sammelte ethnographisches Material über die Tanguten. Er richtete eine Wetterstation ein, die zwei Jahre lang Daten lieferte. Als erster Europäer erforschte er Beckenlandschaften im Tian Shan. Er bewältigte den mühevollen Marsch in die Oase Kumul. Er zog weiter und führte vier Monate lang meteorologische Messungen durch. Im Januar 1895 erlitt er einen Schlaganfall, worauf er die Expedition abbrechen musste. Im Februar 1896 wurde Roborowski mit einigen Expeditionsmitgliedern Kaiser Nikolaus II. vorgestellt. Roborowski wurde zum Kapitan befördert und erhielt eine lebenslange Rente von 600 Rubel jährlich. Der Orientalist Pjotr Petrowitsch Semjonow-Tjan-Schanski hielt Roborowski für einen der bedeutendsten Erforscher Zentralasiens.
Roborowski wurde auf dem Friedhof des Dorfes Owsischtsche (Okrug Wyschni Wolotschok) begraben.
Nach Roborowski sind der Roborowski-Zwerghamster und der Roborowskigimpel benannt.

## Ehrungen, Preise
- Kleine Goldmedaille der Russischen Geographischen Gesellschaft
- Große Prschewalski-Silbermedaille der Russischen Geographischen Gesellschaft (1892)[3]
- Große Konstantinsmedaille der Russischen Geographischen Gesellschaft[2]